# Club Universitario de Deportes 2018
Questa voce raccoglie le informazioni riguardanti il Club Universitario de Deportes nelle competizioni ufficiali della stagione 2018.

## Maglie
| 1ª divisa | 2ª divisa |

## Risultati

### Primera División
|  | Sport Rosario | 1 – 1 | Universitario |  |

|  | Universitario | 0 – 1 | UTC Cajamarca |  |

|  | Univ. San Martín | 1 – 1 | Universitario |  |

|  | Universitario | 1 – 3 | Alianza Lima |  |

|  | Comerciantes Unidos | 0 – 2 | Universitario |  |

|  | Universitario | 1 – 1 | Ayacucho |  |

|  | Sporting Cristal | 1 – 1 | Universitario |  |

|  | Universitario | 1 – 2 | Sport Rosario |  |

|  | UTC Cajamarca | 0 – 0 | Universitario |  |

|  | Universitario | 2 – 2 | Univ. San Martín |  |

|  | Alianza Lima | 2 – 0 | Universitario |  |

|  | Universitario | 1 – 0 | Comerciantes Unidos |  |

|  | Ayacucho | 4 – 2 | Universitario |  |

|  | Universitario | 3 – 3 | Sporting Cristal |  |

|  | Universitario | 1 – 1 | Melgar |  |

|  | UTC Cajamarca | 1 – 1 | Universitario |  |

|  | Universitario | 2 – 2 | Academia Cantolao |  |

|  | Univ. San Martín | 2 – 2 | Universitario |  |

|  | Unión Comercio | 2 – 0 | Universitario |  |

|  | Universitario | 1 – 1 | Ayacucho |  |

|  | Sport Huancayo | 2 – 1 | Universitario |  |

|  | Universitario | 1 – 0 | Dep. Binacional |  |

|  | Sport Rosario | 3 – 0 | Universitario |  |

|  | Universitario | 2 – 1 | Sport Boys |  |

|  | Sporting Cristal | 1 – 0 | Universitario |  |

|  | Universitario | 1 – 1 | Alianza Lima |  |

|  | Deportivo Municipal | 0 – 2 | Universitario |  |

|  | Universitario | 0 – 1 | Real Garcilaso |  |

|  | Comerciantes Unidos | 3 – 4 | Universitario |  |

|  | Melgar | 2 – 1 | Universitario |  |

|  | Universitario | 2 – 1 | UTC Cajamarca |  |

|  | Academia Cantolao | 2 – 0 | Universitario |  |

|  | Universitario | 2 – 2 | Univ. San Martín |  |

|  | Ayacucho | 4 – 2 | Universitario |  |

|  | Universitario | 1 – 0 | Sport Huancayo |  |

|  | Universitario | 2 – 1 | Unión Comercio |  |

|  | Dep. Binacional | 0 – 1 | Universitario |  |

|  | Universitario | 2 – 0 | Sport Rosario |  |

|  | Sport Boys | 0 – 0 | Universitario |  |

|  | Universitario | 2 – 1 | Sporting Cristal |  |

|  | Alianza Lima | 2 – 1 | Universitario |  |

|  | Universitario | 1 – 2 | Deportivo Municipal |  |

|  | Real Garcilaso | 0 – 1 | Universitario |  |

|  | Universitario | 2 – 0 | Comerciantes Unidos |  |

### Coppa Libertadores

#### Prima fase
| Santa Cruz | Oriente Petrolero | 2 – 0 | Universitario | Tahuichi Aguilera\| Arbitro: \| Carlos Orbe \| |
| Arbitro:   | Carlos Orbe       |       |               |                                                |

| Lima     | Universitario    | 3 – 1 | Oriente Petrolero | Monumental\| Arbitro: \| Esteban Ostojich \| |
| Arbitro: | Esteban Ostojich |       |                   |                                              |

## Statistiche

### Statistiche di squadra
| Competizione       | Punti | Totale | Totale | Totale | Totale | Totale | Totale | DR |
| Competizione       | Punti | G      | V      | N      | P      | Gf     | Gs     | DR |
| ------------------ | ----- | ------ | ------ | ------ | ------ | ------ | ------ | -- |
| Primera División   | 56    | 44     | 14     | 15     | 15     | 54     | 59     | −5 |
| Coppa Libertadores | 3     | 2      | 1      | 0      | 1      | 3      | 3      | 0  |
| Totale             | 59    | 46     | 15     | 15     | 16     | 57     | 62     | -5 |